# Alex Greenwood (Fußballspielerin)
Alex Greenwood (* 7. September 1993 in Liverpool) ist eine englische Fußballspielerin, die seit 2020 für Manchester City spielt.

## Karriere

### Verein
Greenwood spielte von 2010 bis Ende 2014 beim englischen Erstligisten Everton LFC, mit dem sie in der Saison 2010/11 an der UEFA Women’s Champions League teilnahm. Zur Saison 2015 der FA Women’s Super League wechselte sie zu Notts County und von dort bereits ein Jahr später weiter zum Liverpool FC Women.
Mit Beginn der Saison 2018/19 spielte sie für die Manchester United Women. Sie führte das Team als Kapitänin zur Meisterschaft in der FA Women’s Championship, der zweithöchsten Liga im englischen Frauenfußball, so dass der Verein in der nächsten Saison in der FA Women’s Super League spielen konnte. Anschließend wechselte sie zu Olympique Lyon, wo sie das Triple aus Meisterschaft, Pokalsieg und Champions League feiern konnte. Sie kehrte dann aber wieder zurück nach Manchester, diesmal zu den Citizens, wo sie einen Dreijahresvertrag erhielt. In der UEFA Women’s Champions League 2020/21 erreichte sie mit ManCity das Viertelfinale, wo nach einer 0:3-Auswärtsniederlage der 2:1-Heimsieg gegen den späteren Gewinner FC Barcelona nicht reichte, um das Halbfinale zu erreichen. In den beiden folgenden Spielzeiten scheiterte sie mit ManCity jeweils in der Qualifikation zur Gruppenphase an Real Madrid.

### Nationalmannschaft
Greenwood spielte von 2010 bis 2012 in der englischen U-19-Nationalmannschaft und nahm mit dieser an der U-19-Europameisterschaft 2012 teil. Am 5. März 2014 debütierte sie gegen Italien in der englischen A-Nationalmannschaft, ihr erstes Tor erzielte sie am 17. September desselben Jahres gegen Montenegro.
Im März 2015 half sie mit zum dritten Mal den Zypern-Cup zu gewinnen. Dabei konnten sie durch einen 1:0-Sieg gegen Rekordsieger Kanada mit den Kanadierinnen gleichziehen.
Bei der Fußballweltmeisterschaft 2015 in Kanada gehörte Greenwood zum englischen Kader. Sie wurde erstmals im zweiten Gruppenspiel gegen Mexiko eingewechselt. Im dritten Gruppenspiel gegen Kolumbien stand sie dann in der Startelf, wurde dann aber erst wieder im Spiel um Platz drei gegen Deutschland – ebenfalls in der Startelf – eingesetzt und konnte mit ihrer Mannschaft erstmals einen Sieg gegen Deutschland feiern.
In der anschließenden Qualifikation zur EM 2017 kam sie in drei Spielen zum Einsatz. Sie gehörte dann auch zum EM-Kader, wurde aber nur im letzten Gruppenspiel gegen Portugal eingesetzt.
In der Qualifikation zur WM 2019 hatte sie vier Einsätze. Im März 2019 gewann sie dann erstmals den SheBelieves Cup, wurde dabei bei den Siegen gegen Brasilien (2:1) und Japan (3:0) eingesetzt. Es folgte noch ein Einsatz beim 2:1-Heimsieg gegen Spanien und am 8. Mai die Nominierung für die WM. Bei der WM kam sie in zwei Gruppenspielen, dem Achtelfinale gegen Kamerun (Tor zum 3:0-Endstand) und im Spiel um Platz 3 gegen Schweden zum Einsatz, das mit 1:2 verloren wurde. In den vier Spielen spielte sie jeweils über 90 Minuten.
In der Qualifikation für die WM 2023 wurde sie in den ersten acht Spielen sechsmal eingesetzt, wobei sie zwei Tore erzielte.
Am 17. Mai 2022 wurde sie für den vorläufigen EM-Kader benannt. Am 15. Juni wurde sie auch für den finalen Kader berücksichtigt. Bei der EM wurde sie fünfmal eingewechselt und beendete das Turnier mit dem ersten EM-Titel für England.
Sie wurde auch in den letzten beiden Spielen der Qualifikation für die WM 2023 nach der EM eingesetzt und qualifizierte sich am 3. September mit ihrer Mannschaft durch einen 2:0-Sieg in Wiener Neustadt gegen Österreich für die WM-Endrunde. Am 31. Mai 2023 wurde sie als eine von 23 Spielerinnen für die WM-Endrunde in Australien und Neuseeland nominiert.
Am 5. Juli 2025 bestritt sie bei der 1:2-Niederlage gegen Frankreich im ersten Gruppenspiel der EM 2025 ihr 100. Länderspiel.

## Erfolge
- 2015: Zypern-Cup-Gewinnerin
- WM-Dritte 2015
- 2019: Gewinn des SheBelieves Cup
- 2019: Gewinn der FA Women’s Championship
- 2020: Gewinn der französischen Meisterschaft, des französischen Pokals und der UEFA Champions League (Triple)
- 2022 und 2023: Gewinn des Arnold Clark Cup
- 2022: Gewinn der Europameisterschaft
- 2022: Gewinn des WSL-Cups